# Wirus zapalenia wątroby typu B
Wirus zapalenia wątroby typu B (WZW B, ang. hepatitis B virus, HBV) – otoczkowy wirus DNA z rodziny Hepadnaviridae, hepatotropowy i limfotropowy, powodujący wirusowe zapalenie wątroby typu B, zidentyfikowany przez Barucha Samuela Blumberga w 1967 roku.

## Budowa

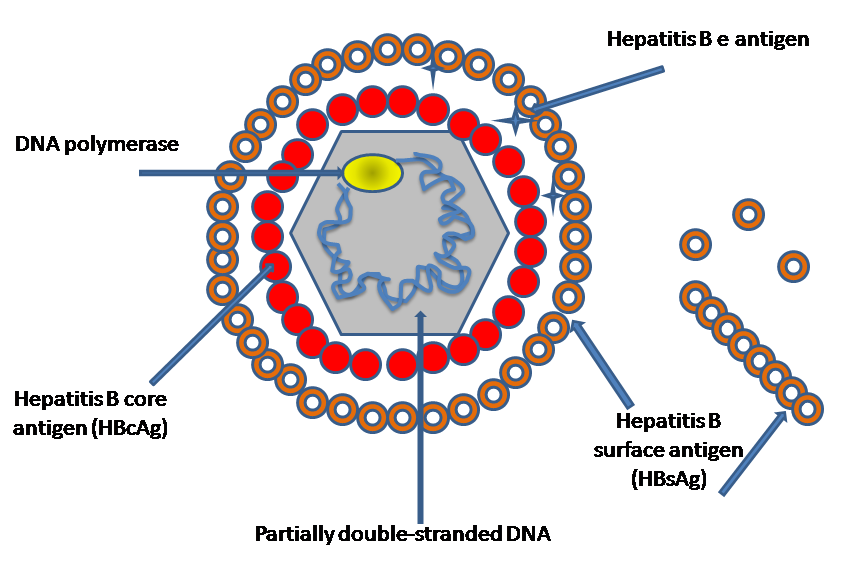
Schemat budowy wirusa zapalenia wątroby typu B

HBV ma średnicę 42 nm. Posiada zewnętrzną lipoproteinową otoczkę (o grubości 7 nm), wewnętrzny rdzeń białkowy otaczający genom składający się z dwuniciowego kolistego DNA z jedną nicią niekompletną na odcinku 10–50% długości nici pełnej oraz polimerazę DNA.
Na powierzchni osłonki znajduje się HBsAg (antygen powierzchniowy wirusa HBV; hepatitis B surface antigen), odpowiedzialny za silną immunogenność wirusa. Wewnętrzny rdzeń wirusa zbudowany jest z antygenu HBc (HBcAg; antygen rdzeniowy wirusa HBV; hepatitis B core antigen).
Ważnym elementem modyfikującym odpowiedź immunologiczną gospodarza jest HBeAg, nie będący częścią składową wirusa. Powstaje on podczas translacji RNA kodującego regiony HBcAg. Zostaje następnie skrócony na karboksylowym końcu łańcucha i uwolniony z komórki.
Wrażliwy na środki fizykochemiczne, zachowuje właściwości zakaźne w surowicy w temp. 30 °C przez 6 miesięcy, a w temp –20 °C przez 15 lat.

## Szczepy
Istnieją 4 szczepy wirusa: ayw, adw, ayr, adr. Wywołują one takie same objawy kliniczne. Ich typowanie ma znaczenie epidemiologiczne, a także prawne, w przypadkach np.: udowodnienia zakażenia przez daną osobę.

## Choroby
Zakażenie HBV może powodować wirusowe zapalenie wątroby typu B, zarówno w postaci ostrej, jak i przewlekłej, które może doprowadzić do marskości wątroby i raka wątrobowokomórkowego. Ponadto sugeruje się, że zakażenie może zwiększać ryzyko raka trzustki.